# Galleria delle carte geografiche

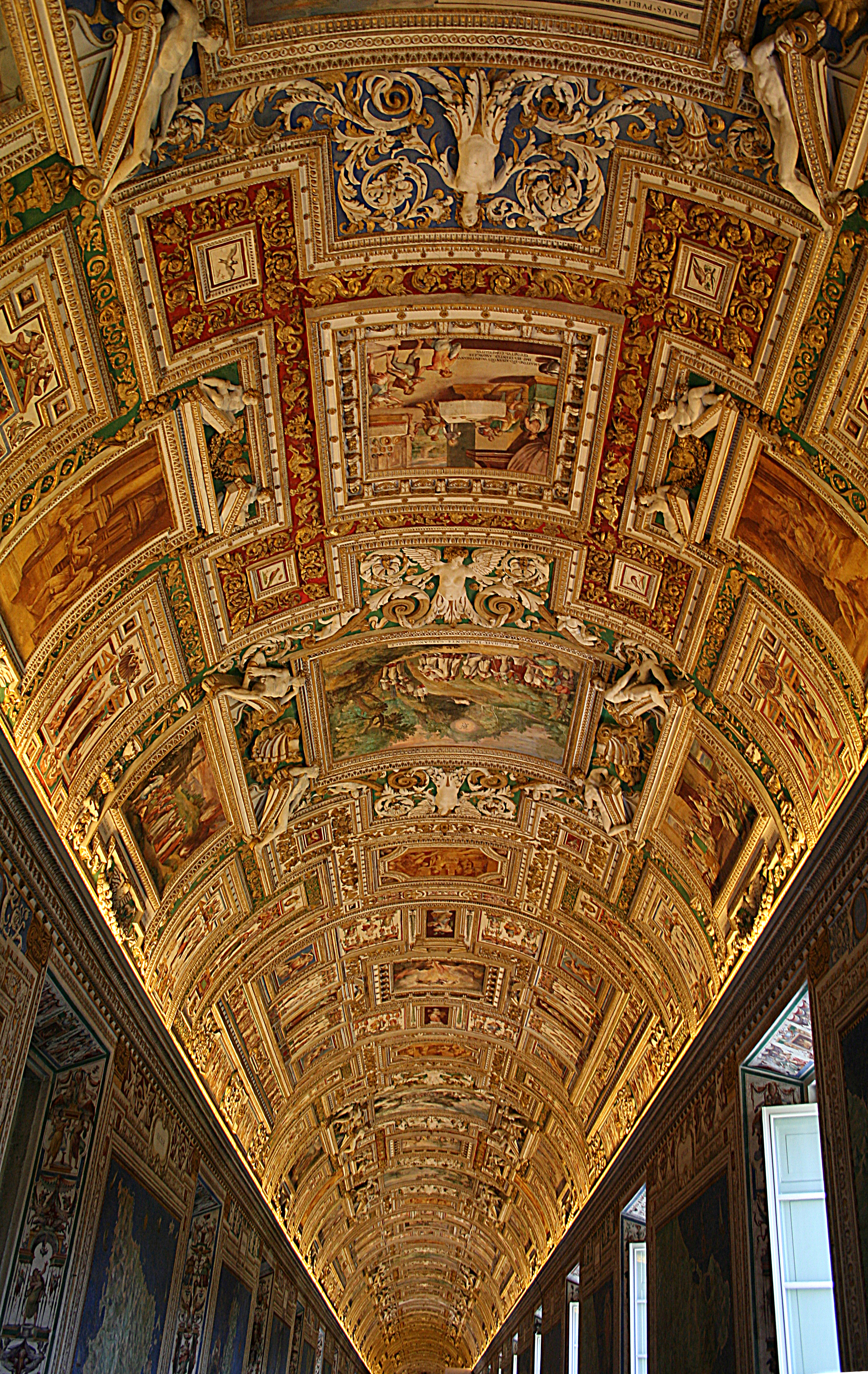
Musei Vaticani
Galleria delle carte geografiche

La Galleria delle carte geografiche è situata nei palazzi Vaticani ed è oggi inclusa nel perimetro dei Musei Vaticani.

## Descrizione
La galleria è posta lungo l'itinerario che conduce alla Cappella Sistina; è un'eccezionale rappresentazione cartografica dell'Italia (allora politicamente divisa in vari Stati), realizzata tra il 1580 e il 1585 per volere di papa Gregorio XIII. Costituisce in tal modo una testimonianza preziosa delle cognizioni geografiche e dello stato dei luoghi in quell'epoca. La galleria, che venne definita il luogo dove il papa va "a passeggio per l'Italia senza uscire di palazzo", è ragguardevole anche perché nella reggia papale del tempo viene affermata l'unità geografica e spirituale dell'Italia intera.
È un corridoio di 120 metri di lunghezza e sei di larghezza, sulle cui pareti sono raffigurate quaranta carte delle varie regioni d'Italia, quasi tutte con le mappe delle principali città, e si conclude con le vedute dei principali porti italiani del Cinquecento: Civitavecchia, Genova, Ancona e Venezia. Ogni mappa di regione è accompagnata sul soffitto dalle rappresentazioni dei principali eventi religiosi avvenuti in essa. 
L'opera fu diretta dal matematico, geografo e amico del papa Ignazio Danti, domenicano, che si occupò della sua realizzazione tra il 1581 e il 1583. Percorrere la galleria equivale, secondo le intenzioni di Danti, a viaggiare lungo gli Appennini e affacciarsi sulla costa adriatica, verso est, e tirrenica, verso ovest. Infatti così sono distribuite sulle due pareti le mappe regionali e le vedute dei porti che completano la galleria: verso destra quelle adriatiche e verso sinistra quelle tirreniche.
Gli artisti che vi lavorarono furono Girolamo Muziano, Cesare Nebbia, i due fratelli fiamminghi Matthijs Bril e Paul Bril, Giovanni Antonio Vanosino da Varese e Antonio Danti (fratello di Ignazio), che la decorarono e affrescarono tra 1580 e il 1585 seguendo le indicazioni di Ignazio Danti, originario di Perugia.
La volta è dipinta da Antonio Tempesta di Firenze e altri.

## Carte geografiche
Si deve notare che la moderna convenzione di orientare la mappa con il nord della parte alta non fosse universalmente valido all'epoca, per cui alcune mappe appaiono come capovolte al visitatore odierno.
Le 40 mappe geografiche sono così distribuite:
- 4 mappe minori entrando dalla Galleria degli arazzi, raffiguranti altrettante isole o arcipelaghi.
- 32 sui lati lunghi della galleria, 16 a sinistra e 16 a destra.
  - Partendo dalla parete destra, figurano le mappe dettagliate dell'Italia adriatica dal Salento all'Istria, quindi dell'Italia settentrionale, seguite infine da una rappresentazione generale dell'Italia antica in fondo della galleria.
  - Passando di qui alla parete sinistra, si presenta dapprima la rappresentazione generale dell'Italia moderna, seguita dalle mappe dettagliate dell'Italia tirrenica dalla Liguria alla Calabria, per concludere con le grandi isole tirreniche di Sicilia, Sardegna, Corsica, oltre alla città pontificia francese di Avignone.
- 4 mappe minori uscendo verso la Galleria di San Pio V - presso l'Italia antica e quella moderna - raffiguranti altrettante città portuali.

### Isole
Da sinistra a destra:
- Isole Tremiti e raffigurazione dell'antica città di Porto in rovine, come si presentava nel 1582;
- Corfù e raffigurazione della battaglia di Lepanto (1571);
- Malta e sua liberazione dall'assedio ottomano del 1565;
- Isola d'Elba e ricostruzione ideale della città di Porto nell'antichità.

### Pareti destra e sinistra
| Mappa                                                        | Attuale regione italiana                                      | Raffigurazioni aggiuntive                                                       | Immagine |
| ------------------------------------------------------------ | ------------------------------------------------------------- | ------------------------------------------------------------------------------- | -------- |
| Salentina Hydrunti terra Salento o Terra d'Otranto           | Puglia                                                        | Targa commemorativa e firma di Ignazio Danti                                    |          |
| Apulia Puglia                                                | Puglia                                                        | Poliedro archimedeo, forse la tomba di Archimede; battaglia di Canne (216 a.C.) |          |
| Aprutium Abruzzo                                             | Abruzzo, Molise                                               | L'Aquila                                                                        |          |
| Picenum Piceno                                               | Marche                                                        | Macerata                                                                        |          |
| Anconitanus ager Agro di Ancona                              | Marche                                                        | Santuario di Loreto                                                             |          |
| Urbini ducatus Ducato di Urbino                              | Marche                                                        | Urbino, Pesaro, battaglia del Metauro (207 a.C.)                                |          |
| Flaminia "Flaminia" (la Romagna)                             | Emilia-Romagna                                                | Rimini, attraversamento del Rubicone da parte di Cesare (49 a.C.)               |          |
| Bononiensis ditio Contado di Bologna                         | Emilia-Romagna                                                | Bologna                                                                         |          |
| Ferrariae ducatus Ducato di Ferrara                          | Emilia-Romagna                                                | Ferrara, assedio della Mirandola di papa Giulio II (1510-11)                    |          |
| Placentiae et Parmae ducatus Ducato di Parma e Piacenza      | Emilia-Romagna                                                | Parma, Piacenza                                                                 |          |
| Forum Iulii Friuli                                           | Veneto, Friuli-Venezia Giulia e parte del Trentino-Alto Adige | —                                                                               |          |
| Transpadana Venetorum ditio Domini veneziani al di là del Po | Veneto, Friuli-Venezia Giulia e parte del Trentino-Alto Adige | Padova, Vicenza                                                                 |          |
| Mantuae ducatus Ducato di Mantova                            | Lombardia                                                     | Mantova                                                                         |          |
| Mediolanensis ducatus Ducato di Milano                       | Lombardia                                                     | Milano                                                                          |          |
| Pedemontium et Monsferratus Piemonte e Monferrato            | Piemonte, Valle d'Aosta                                       | Torino                                                                          |          |
| Italia antiqua Italia antica                                 | —                                                             | —                                                                               |          |

| Mappa                                                                   | Attuale regione italiana         | Raffigurazioni aggiuntive                                                               | Immagine |
| ----------------------------------------------------------------------- | -------------------------------- | --------------------------------------------------------------------------------------- | -------- |
| Avenionensis ditio et Venaisinus comitatus Avignone e Contado Venassino | —                                | Fine della cattività avignonese: Papa Gregorio XI riporta a Roma la corte papale (1377) |          |
| Sicilia                                                                 | Sicilia                          | Messina, Palermo, Siracusa                                                              |          |
| Sardinia Sardegna                                                       | Sardegna                         | —                                                                                       |          |
| Corsica                                                                 | —                                | —                                                                                       |          |
| Calabria ulterior Calabria Ulteriore                                    | Calabria                         | Castrum Hannibalis presso Crotone, ove Annibale svernò dal 206 al 203 a.C.              |          |
| Calabria citerior Calabria Citeriore                                    | Calabria                         | Morte di Alessandro il Molosso alla battaglia di Pandosia (330 a.C.)                    |          |
| Lucania                                                                 | Basilicata, parte della Campania | Morte di Marco Claudio Marcello a Venosa (208 a.C.)                                     |          |
| Principatus Salerni Principato di Salerno                               | Campania                         | Santuario di Montevergine                                                               |          |
| Campania                                                                | Campania                         | Napoli, battaglia del Garigliano (915)                                                  |          |
| Latium et Sabina Lazio e Sabina                                         | Lazio, Umbria                    | Roma                                                                                    |          |
| Umbria                                                                  | Lazio, Umbria                    | Spoleto                                                                                 |          |
| Patrimonium Sancti Petri Patrimonio di San Pietro                       | Lazio, Umbria                    | Viterbo, Orvieto                                                                        |          |
| Perusinus ac Tifernas Agro perugino e agro tifernate                    | Lazio, Umbria                    | Perugia, battaglia del lago Trasimeno (217 a.C.)                                        |          |
| Etruria                                                                 | Toscana                          | Firenze, Livorno, Siena                                                                 |          |
| Liguria                                                                 | Liguria                          | Cristoforo Colombo scopritore del Nuovo Mondo                                           |          |
| Italia nova Italia moderna                                              | —                                | —                                                                                       |          |

### Città portuali
- Ancona, principale scalo adriatico dello Stato Pontificio, già repubblica marinara;
- Venezia, città portuale adriatica e capitale dell'omonima repubblica marinara;
- Genova, città portuale tirrenica e capitale dell'omonima repubblica marinara;
- Civitavecchia, principale scalo tirrenico dello Stato Pontificio.

## Dipinti del soffitto
Sul soffitto sono rappresentati episodi miracolosi, posti in corrispondenza della regione italiana in cui sono avvenuti.
In questo modo l'Italia intera è vista come la terra in cui la Provvidenza divina, in ogni sua parte, ha diffuso la propria grazia.